# Сварицевицький заказник
Сварице́вицький зака́зник — ботанічний заказник загальнодержавного значення в Україні. Розташований у межах Дубровицького району Рівненської області, на південь/південний схід від села Сварицевичі. 
Площа 2220 га. Статус присвоєно 1982 року. Перебуває у віданні Зарічненського лісгоспзагу (Сварицевицьке лісництво, кв. 26-45). 
Являє собою частину болотного масиву Морочне-2 з прилеглими ділянками, розташованими в долині річки Стубли. У рослинному покриві переважають лісові та підлісні оліготрофні й олігомезотрофні угруповання. Наявні рідкісні угруповання з переважанням у трав'яно-чагарниковому покриві хамедафни чашечкової, занесеної до Червоної книги України. З рідкісних рослин трапляються журавлина дрібноплода і росичка проміжна.